# Руая
Руая (фр. Royas) — коммуна во Франции, находится в регионе Рона — Альпы. Департамент коммуны — Изер. Входит в состав кантона Сен-Жан-де-Бурне. Округ коммуны — Вьенн.
Код INSEE коммуны — 38346. Население коммуны на 1999 год составляло 305 человек. Населённый пункт находится на высоте от 329  до 472  метров над уровнем моря. Муниципалитет расположен на расстоянии около 430 км юго-восточнее Парижа, 35 км юго-восточнее Лиона, 65 км северо-западнее Гренобля. Мэр коммуны — M. Bruno Gelin, мандат действует на протяжении 2001—2008 гг.
Динамика населения (INSEE):